# Prison Break: The Conspiracy
Prison Break: The Conspiracy est un jeu vidéo développé par Zootfly et édité par Deep Silver. Il s’agit d’un jeu d'action-aventure, sorti le 19 mars 2010 en Allemagne, le 26 mars 2010 dans le reste de l'Europe et le 30 mars 2010 en Amérique du Nord, sur PlayStation 3, Xbox 360 et PC.
L'histoire se déroule en parallèle de la première saison de la série télévisée américaine à succès Prison Break. Le joueur y incarne Tom Paxton, un agent du Cartel, incarcéré dans le pénitencier de Fox River afin de découvrir les réelles motivations de Michael Scofield dans ce lieu. Tout au long de son aventure, le joueur rencontrera les différents protagonistes de la série et revivra certaines situations connues.

## Distribution

### Voix originales
- David Boat : Tom Paxton
- Wentworth Miller : Michael Scofield
- Dominic Purcell : Lincoln Burrows
- Amaury Nolasco : Fernando Sucre
- Peter Stormare : John Abruzzi
- Wade Williams : le capitaine Brad Bellick
- Robert Knepper : Theodore « T-Bag » Bagwell
- Rockmond Dunbar : Benjamin Miles « C-Note » Franklin

 Sauf indication contraire, les informations mentionnées dans cette section peuvent être confirmées par la base de données cinématographiques IMDb,  présente dans la section « Liens externes ».

### Voix françaises
- Cédric Dumond : Tom Paxton
- Axel Kiener : Michael Scofield
- Éric Aubrahn : Lincoln Burrows
- Laurent Morteau : Fernando Sucre
- Patrick Poivey : John Abruzzi
- Marc Alfos : le capitaine Brad Bellick
- Christian Visine : Theodore « T-Bag » Bagwell
- Gilles Morvan : Benjamin Miles « C-Note » Franklin
- Marc Bretonnière : voix additionnelles

 Source et légende : version française (VF) sur RS Doublage , Ici.tf1 et Consolefun

## Chapitres
Chapitre 1 - PERCER LE MYSTÈRE
L'agent Tom Paxton a été envoyé en mission d'infiltration à Fox River par le Cartel, l'organisme qui a piégé Burrows pour le meurtre du frère de la vice-présidente. Sa mission est de découvrir ce que préparent Scofield et Burrows, et de s'assurer que Burrows finisse comme prévu sur la chaise électrique.
Chapitre 2 - DANS LA COUR
Paxton s'est rapidement adapté à la vie de la prison et a tout fait pour se fondre dans la masse. Il a appris que Scofield et Burrows préparent une évasion. Il en a averti son patron, Jack Mannix, qui lui a ordonné de rejoindre l'équipe de TP pour rester près de Scofield.
Chapitre 3 - PRÊT POUR L'ÉMEUTE
En pleine rumeur sur une émeute à la prison, Paxton est rentré par effraction dans l'infirmerie pour consulter le dossier médical de Scofield. Il apprend que Scofield feint le diabète pour justifier ses visites quotidiennes à l'infirmerie. Paxton s'est arrangé avec le détenu C-Note pour être protégé durant l'émeute.
Chapitre 4 - NOUVEAU COLOC
Abruzzi voulait que Le Disjoncté, le détenu fou, soit déplacé de la cellule de Scofield. Paxton a rendu ça possible, avant d'entendre Abruzzi, Scofield et Burrows parler de leurs plans
d'évasion. Il en a rendu compte à Mannix, qui a insisté : le plan doit être déjoué sans que Burrows ne soit blessé. Paxton a réalisé que Scofield prévoyait de s'évader par l'infirmerie
et que ses tatouages sont un plan de la prison pour lui indiquer par où passer.
Chapitre 5 - LA GRANDE ÉMEUTE
Une émeute a éclaté et Paxton a lutté pour atteindre Burrows avant qu'il ne s'échappe. Mais il apprit ensuite que l'émeute n'était qu'une diversion pour couvrir le bruit du forage. Paxton a eu une autre mauvaise surprise quand il a découvert que le détenu Turk avait été envoyé pour le tuer !
Chapitre 6 - TURK
Abruzzi voulait un couteau et Paxton voulait savoir qui avait engagé Turk pour le tuer. Ils ont conclu un accord. Abruzzi a discrètement enquêté à l'extérieur, pour apprendre que Turk est pire qu'un fantôme. Paxton a perturbé les plans de Scofield en falsifiant un ordre de travaux pour le tuyau rouillé de l'infirmerie. Il a ensuite donné à Abruzzi la liste des appels passés depuis la prison, dans un ultime effort pour découvrir qui a engagé Turk.
Chapitre 7 - LE VENT A TOURNÉ
La couverture de Paxton est tombée lorsque l'enquête d'Abruzzi sur le tueur a mal tourné. Lors d'une visite surprise d'Aldo Burrows, Paxton apprend que c'est Mannix lui-même qui l'a piégé et que sa mission est factice depuis le début. Avec le Cartel à ses trousses, Paxton prévoit désormais d'aider les frères à s'échapper et de prendre part à l'évasion.
Chapitre 8 - NOUVEAU PLAN
Paxton s'arrange pour être déplace dans la cellule vide de Scofield et brouille les pistes pour aider les frères à s'enfuir. Il vole un uniforme de gardien, le planque dans les égouts puis pénètre dans les bureaux pour effacer toutes les traces de sa présence en prison.
Chapitre 9 final - MANNIX À FOX RIVER
Aldo confirme dans un message à Paxton que ses dossiers du Cartel ont été détruits. Mannix arrive à la prison grimé en condamné. Sa mission : tuer Burrows et Paxton. Paxton l'en empêche au moment où il s'apprêtait à pénétrer dans la cellule de Burrows.